# 韓世能
韓世能（1528年—1598年），字存良，號敬堂，直隸蘇州府長洲縣人，明朝政治人物。

## 生平
韓世能是隆慶元年（1567年）丁卯科應天鄉試第六十三名舉人，二年（1568年）戊辰科二甲第三十九名進士。選翰林院庶吉士，授編修，參修世宗、穆宗實錄，充經筵講官。六年（1572年）明神宗即位，曾出使朝鮮，頒布登極詔書，對贈遺一無所受。萬曆五年（1577年）八月升侍講，十年（1582年）八月任順天鄉試副考官，十二年（1584年）二月升右諭德兼侍講，十三年（1585年）十一月升國子監祭酒，升南京禮部右侍郎，教習庶吉士，引疾去職。
萬曆十八年（1590年）三月起為禮部右侍郎兼翰林院侍讀，十九年（1591年）二月充經筵講官，教習庶吉士，九月升禮部左侍郎，掌翰林院事，以吏科都給事中鍾羽正論劾其年齒衰頹，才識卑下，多次乞休，二十年（1592年）八月乞假歸里遷葬，二十六年（1598年）七月去世，賜祭葬。《明史》有傳。

## 著作
《雲東拾草》十四卷。

## 家族
曾祖韓琪，壽官；祖父韓永椿；父韓宗道。母邢氏；繼母陸氏。具慶下。兄韓世賢，號蘇台；弟韓世方、韓世正、韓世科。子韩逢禧，字朝延，號古洲、半山老人，官雷州知府，亦精鉴赏。